# Городец (Брянский район)
Городе́ц — деревня в Брянском районе Брянской области, в составе Чернетовского сельского поселения. Расположена в 6 км к юго-западу от города Сельцо, на правом берегу Десны. Население — 262 человека (2010).
В окрестностях деревни открыто городище юхновской культуры.

## История
Современное поселение возникло не позднее XVI века (вероятно отождествление с одноимённым поселением, упоминаемым в Брянском уезде в конце XV века); впервые упоминается в 1610 году как поместье Небольсиных. Позднее принадлежала Безобразовым; в XVIII веке — И. Г. Лаврову, который оставил её в приданое дочерям (А. И. Игнатьевой и Н. И. Бахтиной). В XIX веке — владение Игнатьевых и Яковлевых. Состояла в приходе села Хотылёва, а с 1807 года — села Чернетова.
В XVII—XVIII вв. входила в состав Подгородного стана Брянского уезда; с 1861 по 1924 в Госамской волости Брянского (с 1921 — Бежицкого) уезда. В 1868 году по имени этой деревни был назван полустанок на железнодорожной линии Брянск—Рославль, расположенный на противоположном берегу Десны (ныне станция Сельцо).
В 1924—1929 в Бежицкой волости; с 1929 года в Брянском районе.
До 1930-х гг. и в 1946—1954 — центр Городецкого сельсовета; между этими периодами в Сельцовском сельсовете (поссовете), с 1954 года в Чернетовском сельсовете.